# Хаппел, Рейн
Ремигиюс Адолфиюс (Рейн) Хаппел (нидерл. Remigius Adolphius "Rein" Happel; 19 ноября 1909, Амстердам — 30 декабря 1998, там же) — нидерландский футболист, игравший на позиции вратаря, выступал за амстердамский клуб «Аякс».

## Спортивная карьера
В октябре 1930 года Рейн был заявлен за четвёртую команду амстердамского «Аякса», а спустя два года был вратарём уже второй команды. В возрасте двадцати двух лет дебютировал за основной состав. Первую игру в чемпионате Нидерландов провёл 2 октября 1932 года против «Хилверсюма», заменив в стартовом составе заболевшего гриппом Кора Хубура. Счёт в матче открыли амстердамцы, благодаря голу Пита ван Ренена, однако гости смогли сравнять счёт после дальнего удара ван Хоффа с 40 метров. Во втором тайме Кор Юррианс вновь вывел «Аякс» вперёд, но на последних минутах Хёйзинга установил окончательный счёт — 2:2. Этот матч стал Хаппела единственным в сезоне, в дальнейшем он продолжал выступать за резервные команды.
В октябре 1934 года запросил перевод в клуб ЗФК из Зандама. На тот момент он проживал в западной части Амстердама по адресу Ян Питер Хейестрат 158. В июле 1935 года ему было отказано в переходе в новый клуб.

## Личная жизнь
Рейн родился в ноябре 1909 года в Амстердаме. Отец — Ремигиюс Адолфиюс Хаппел, был родом из Роттердама, мать — Дедерика Алейда Мария де Йонг, родилась в Амстердаме. Родители поженились в марте 1891 года в Амстердаме — на момент женитьбы отец был рабочим.
Женился в возрасте двадцати четырёх лет — его супругой стала 21-летняя Гертрёйда Хелена ван ден Бос, уроженка Амстердама. Их брак был зарегистрирован 15 февраля 1933 года в Амстердаме. В апреле 1935 года в их семье родилась дочь по имени Гертрёйда Хелена. Его супруга умерла в октябре 1973 года в возрасте 61 года.
Умер 30 декабря 1998 года в Амстердаме в возрасте 89 лет. Похоронен 5 января 1999 года на кладбище Де Ньиве Остер в Амстердаме.